# KOO-KI
KOO-KI（空気株式会社、英: KOO-KI Co.,Ltd.）は、日本の映像制作会社。1997年に福岡県福岡市で設立され、東京、大阪にも拠点を構える。国内外の映像（CM、PV、VI、ドラマ、映画、TVアニメ、アプリ、キャンペーンなど）多様なジャンルの映像コンテンツを手がけており、エンターテインメント性を重視した作品制作を特徴とする。 カンヌ国際広告祭をはじめ､これまでに国内外250以上の受賞実績がある。

## クリエイター

### ディレクター
- 江口カン
- 上原桂
- 木綿達史
- 白川東一
- 髙村剛
- 生嶋就[2]

### プロデューサー
- 小澤利男[3]

## 沿革
- 1977年12月12日：福岡市で九州芸術工科大学時代の友人らと有限会社空気モーショングラフィックス設立。映像制作事業を開始[4]。
- 2001年：株式会社空気モーショングラフィックス設立。代表取締役社長に江口カンが就任。
- 2007年：社名を空気株式会社（KOO-KI）へ変更。
- 2007年 - 2009年：カンヌ国際広告祭で3年連続受賞。(Bronze/Bronze/Gold)[5]
- 2011年：iOSアプリ「ミスターシェイプのタッチカード」リリース。[6]
- 2013年：東京オリンピック招致映像「Tomorrow begins」制作[7]。
- 2013年：TVドラマ｢めんたいぴりり｣放送開始。
- 2014年：イムズにてKOO-KIの個展「大空気展」開催[8]。
- 2014年：大丸福岡天神店にてキッズフロア｢ハイタッチ！タウン｣プロデュース[9]。
- 2014年：代表取締役に木綿達史が就任[10]。
- 2017年：20周年を迎える[11]。
- 2018年：映画「ガチ星」公開。
- 2019年：映画「めんたいぴりり」公開。
- 2019年：映画「ザ・ファブル」公開。
- 2021年：映画「ザ・ファブル 殺さない殺し屋」公開。

## 作品

### CM
- 相模ゴム サガミオリジナル0.02「LOVE DISTANCE～僕らは、10億ミリ離れていた。～」[12]
- 高田引越センター「グラビア」篇[13]、「ホラー」篇
- ドラゴンクエストモンスターズ スーパーライト「倒されても」篇、「貞子」篇、「りゅうおうとホイミン」篇、「りゅうおうとハーゴン」篇、「りゅうおう登場」篇、「メラガイアー」篇、「4匹のスライムたち」篇、「荒野のともだち」篇、「キャタピラー」篇、「仲間にしてよ」篇[14]
- 島忠　シマホ「企業広告」篇、「家具」篇、「BBQ」篇、「面会」篇、「出所」篇[15]
- 丸井 マルコとマルオの7日間[16]
- ZENT「遊びたいは、片想い。遊ぶは、両想い。」篇[17]
- ピップ「長時間同じ姿勢でカラダがガッッチーン」篇[18]
- 日本マクドナルド スイーツトリオ フルーチュウ「デビュー」篇[19]
- イムズ「おしまイムズ THE LAST SHOW」[20]
- トンボ学生服「はばたけ、私｣ 深山茜 篇[21]

### オープニング
- コナミデジタルエンタテインメント『実況パワフルプロ野球』オープニングムービー[22]
- MARZA ANIMATION PLANET　映画『ルパン三世 THE FIRST』オープニング[23]
- Netflix『サンクチュアリ -聖域-』オープニング映像[24]
- Netflix『｢阿修羅のごとく』オープニング映像[25]

### webムービー
- NIKE iD『Cosplay』[26]
- TOYOTA G’s『Baseball Party』[27]
- NHK スペシャルムービー『ダメ田十勇士』[28]
- 東京2020 オリンピック・パラリンピック招致委員会　TOKYO2020『Tomorrow begins』[29]
- 難聴の子を持つ家族会 そらいろ『なんちょうなんなん』[30]

### 観光PR
- 広島県観光課『おしい！広島県』[31]
- 北九州市･下関市 関門PRムービー『COME ON！関門！』[32][33][34]
- 時津町民総活躍プロジェクト推進委員会『時を楽しむ時津町2020』Magical Time篇[35]
- 福知山市　総集篇『転生したら鬼退治を命じられました』篇　福知山市鬼文化PRアニメ[36]

### MV
- AKB48『Teacher Teacher』[37]
- 中田ヤスタカ『White Cube』[38]

### テレビドラマ
- テレビ西日本創立55周年記念ドラマ『めんたいぴりり』（2013年8月、テレビ西日本[39]） - 監督
- めんたいぴりり2（2015年2月、テレビ西日本） - 監督
- NHK大河ドラマ『真田丸』スピンオフ『ダメ田十勇士』（2016年3月24日[40]、NHK総合 / NHK大河ドラマ『真田丸』DVDおよびBDの第壱集にロングバージョン・ショートバージョンを収録[41]） - 企画・脚本・監督[40]
- ガチ★星（2016年4月 - 5月、テレビ西日本） - 監督
- 「龍が如く」オリジナルドラマ作品『龍が如く 魂の詩。』（2016年11月30日配信開始、全4話、ゲオチャンネル / 2017年1月11日よりゲオにてレンタル開始） - 監督

### テレビアニメ
- TOKYO MX 開局20周年記念アニメ『SUSHI POLICE』 - 監督

### 映画
- ガチ星（2017年、企画・制作：空気 / パイロン） - 企画・監督[42]
- めんたいぴりり （2019年1月11日福岡県先行公開、2019年1月18日全国ロードショー[43]） - 企画・監督
- めんたいぴりり〜パンジーの花（2023年6月2日福岡県先行公開[44]、2023年6月9日全国ロードショー[45]） - 企画・脚本・監督
- ザ・ファブル（2019年6月21日[46]、松竹） - 監督
- ザ・ファブル 殺さない殺し屋（2021年6月18日）[47] -監督

### 配信ドラマ
- サンクチュアリ -聖域- （Netflix） - 監督[48][49]

### アプリ
- KOO-KIオリジナル　ミスターシェイプの『タッチカード』[50]

### 体験型コンテンツ
- 大丸福岡天神店　Hai!タッチタウン[51]
- Nikon Museum　Universe of Nikon[52]
- 博多大丸　あそびのがっこう ハイタッチスクール[53]
- 福岡市科学館　プラネットプランター[54]
- スケスケ展−スケると見える仕組みの世界−　[55]
- アミュプラザくまもと　杜のななふしぎ[56]
- 2025年大阪・関西万博｜未来の都市パビリオン・コモン展示２ー『めぐみがめぐるエネルギー』 - 上原桂 演出[57]

## 主な受賞歴
- 2007年： カンヌ国際広告祭 [銅賞] NIKE iD「Cosplay」
- 2008年：カンヌ国際広告祭 [銅賞]  NIKE「Escort」
- 2009年：カンヌ国際広告祭 [金賞] 相模ゴム「LOVE DISTANCE～僕らは、10億ミリ離れていた。～」
- 2013年：GOOD DESIGN AWARD - [グッドデザイン賞]　iOSアプリ[Mr.shapeのタッチカード][58]
- 2014年：ギャラクシー賞奨励賞「めんたいぴりり」
- 2014年：日本民間放送連盟賞 優秀賞「めんたいぴりり」[59]
- 2015年：日本民間放送連盟賞 優秀賞「めんたいぴりり2」
- 2019年：文化庁メディア芸術祭 - [エンターテインメント部門：審査委員会推薦作品] スケスケ展−スケると見える仕組みの世界−
- 2019年：福岡広告協会賞 - WEB映像部門 [Gold] 博多織工業組合 博多織777周年記念映像｢かたおりは｣
- 2019年：第19回ヌーシャテル国際ファンタスティック映画祭（スイス）Best Asian Film Award受賞　　映画「ザ・ファブル」
- 2019年：第23回ファンタジア国際映画祭Best Action Film受賞　映画「ザ・ファブル」
- 2019年：London International Awards - [FINALIST]　博多織工業組合 博多織777周年記念映像｢かたおりは｣[60]
- 2021年：ACC TOKYO CREATIVITY AWARDS -  [ACC地域ファイナリスト]　ZENT「遊びたいは、片想い。遊ぶは、両想い。」篇[61]